# アルピーヌ・A110 (2017年)
A110（Alpine A110）は、フランスの自動車メーカー、ルノーがアルピーヌブランドで販売しているライトウェイトスポーツカーである。

## 概要
A610以来となるアルピーヌブランドの市販車である。初代A110の生産終了から40年となる2017年のジュネーブ国際モーターショーにおいて初公開された。
初代A110が縦置きのリアエンジンレイアウトで2+2の4シーターレイアウトを採用していたのとは異なり、新型ではほぼリア車軸の上に横置きエンジンが位置するミッドシップレイアウトとなり、完全な2シータースポーツカーとなった。ボディサイズは全長4,200mm、全幅1,800mm、全高1,250mm。ホイールベースは2,420mm。フルアルミ製のプラットフォームとアンダーボディの採用により、車重1,103kg、パワーウェイトレシオ4.3kg/PSというパフォーマンスを実現している。
搭載されるエンジンはメガーヌ・ルノースポールと同型のM5P 1,798 cc 直列4気筒DOHC直噴ターボで、トランスミッションはゲトラグ製の7速DCTが組み合わせられる。
生産はフランス国内のディエップ工場で行われる。

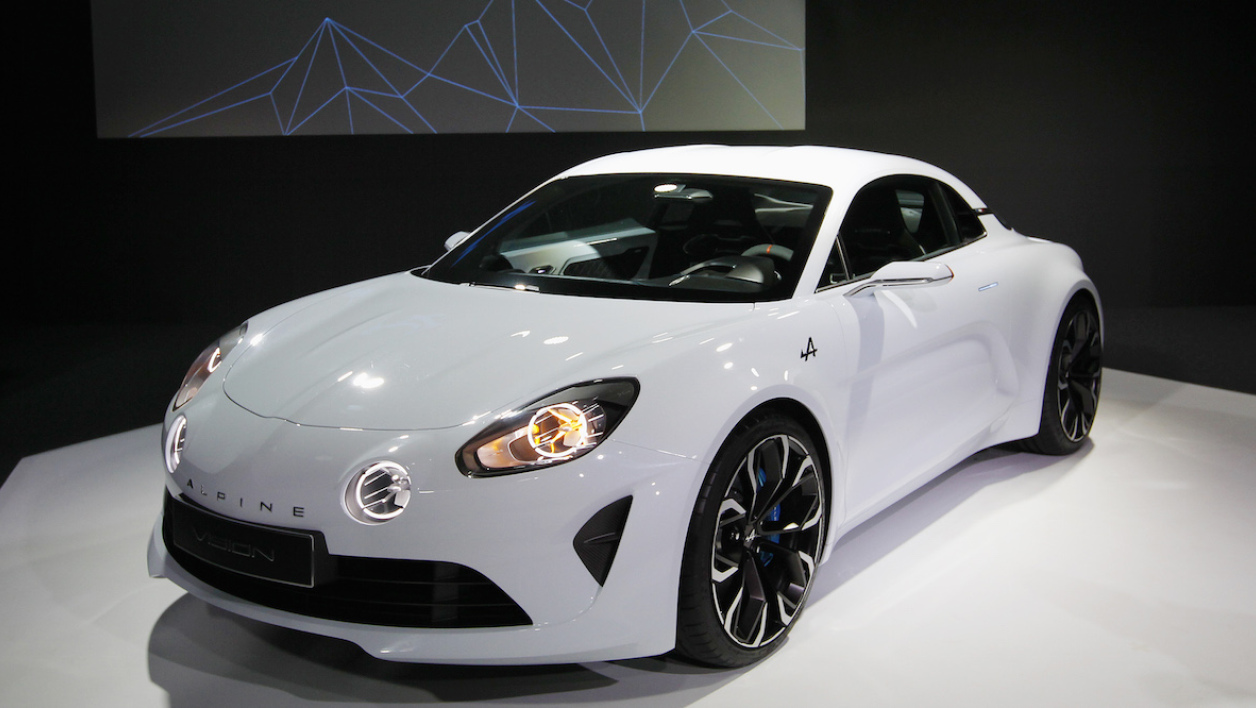
アルピーヌ・ビジョン
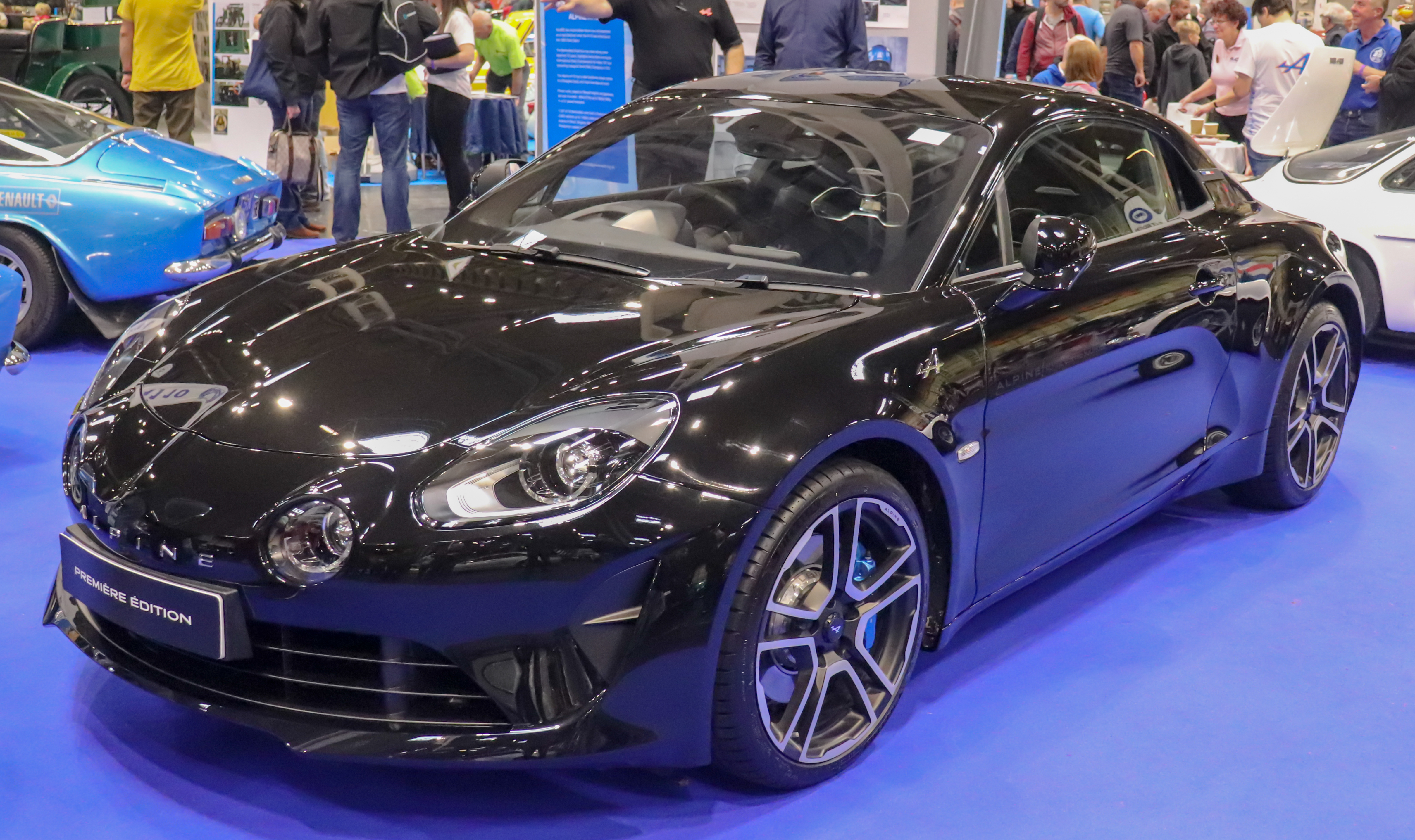
A110 プルミエールエディション
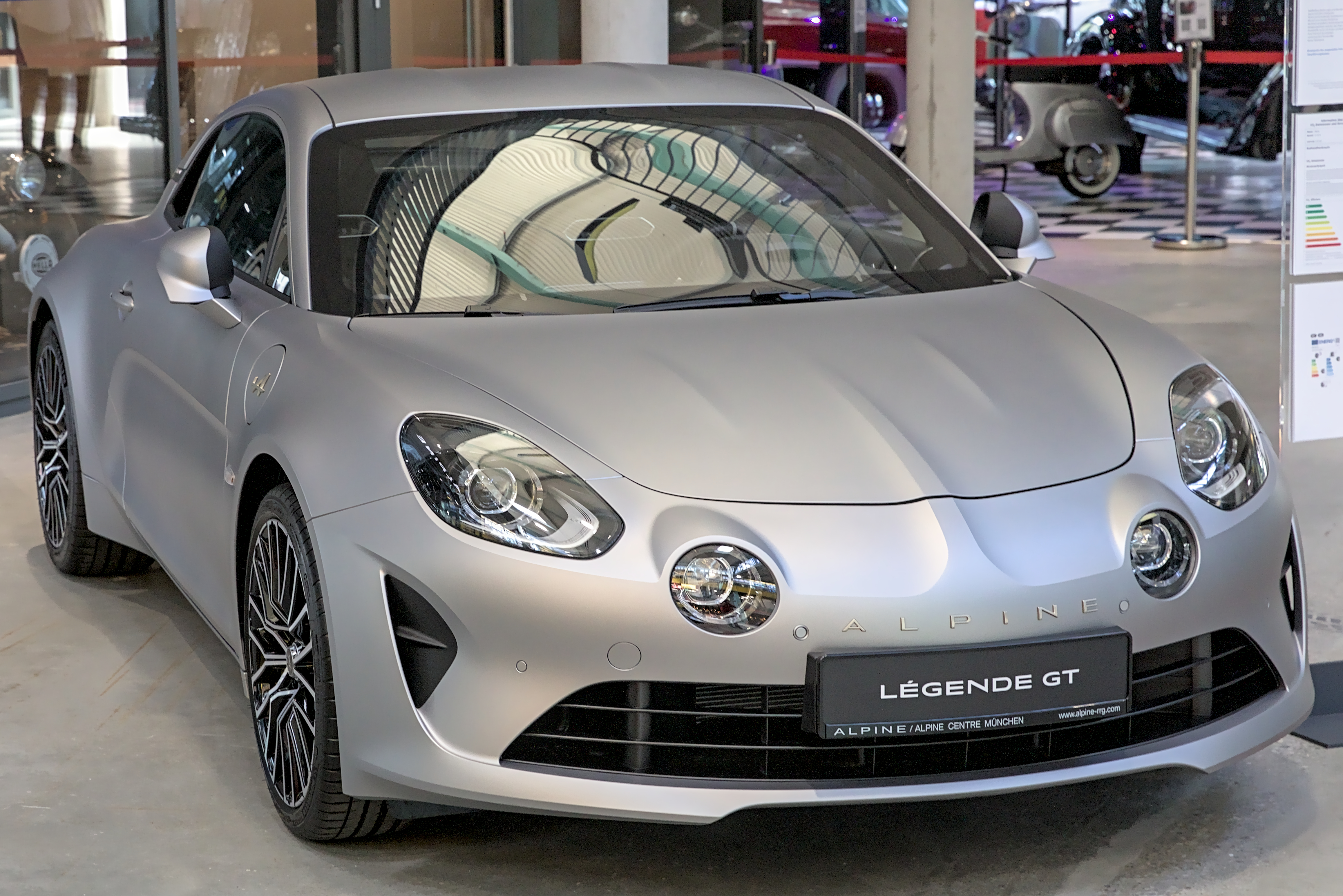
A110 リネージGT
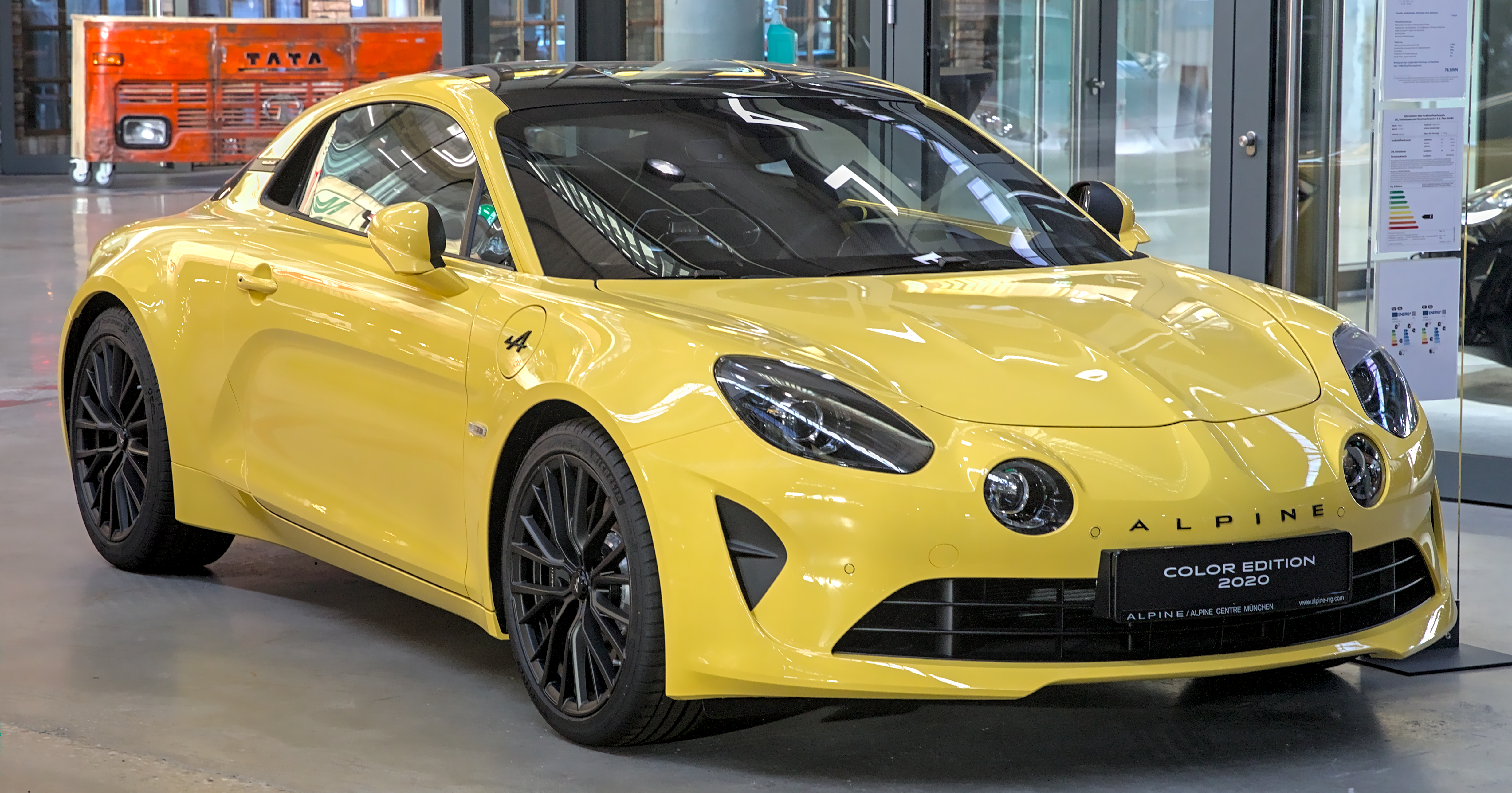
A110 カラーエディション2020
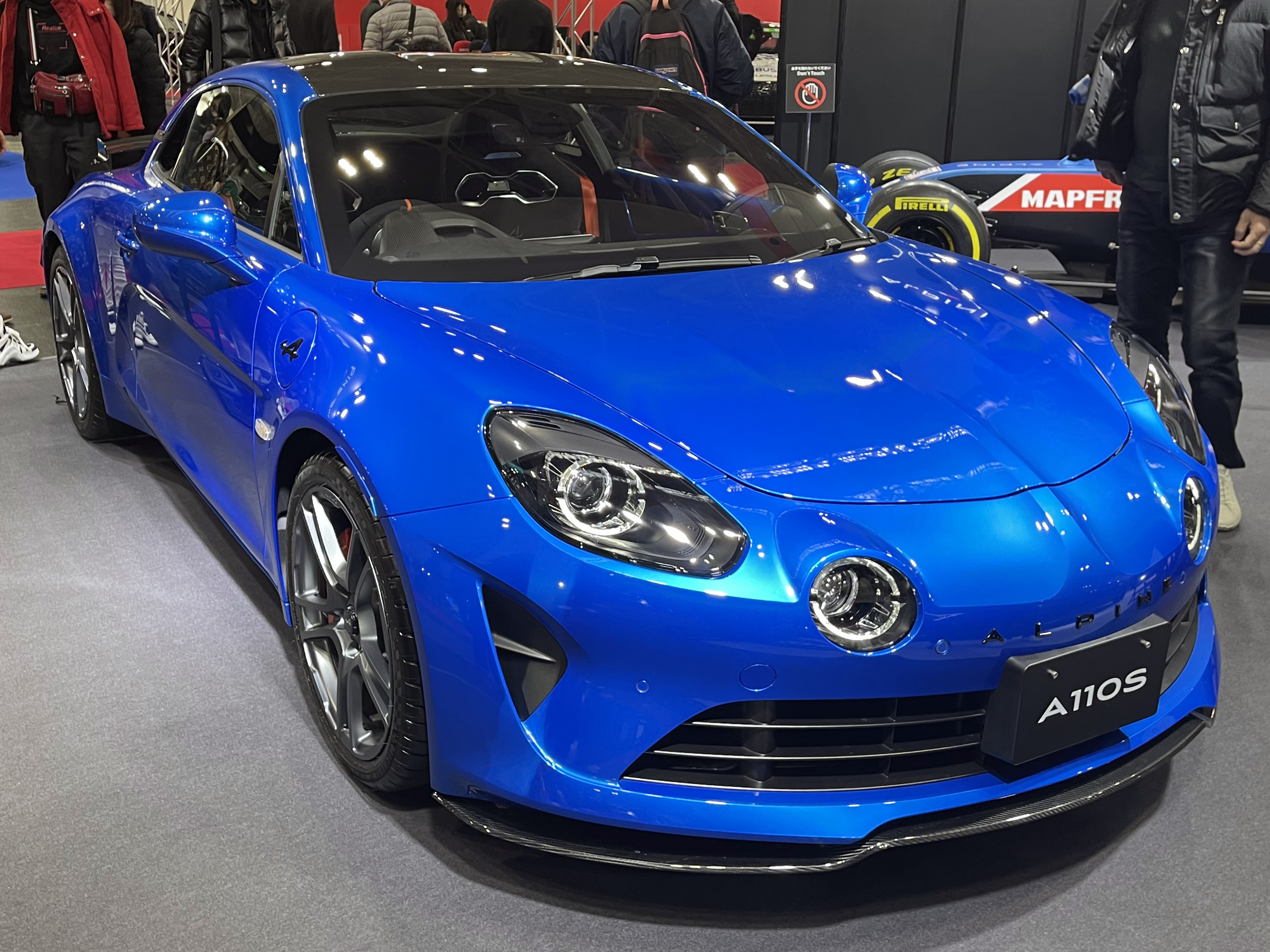
A110 Sアセンション
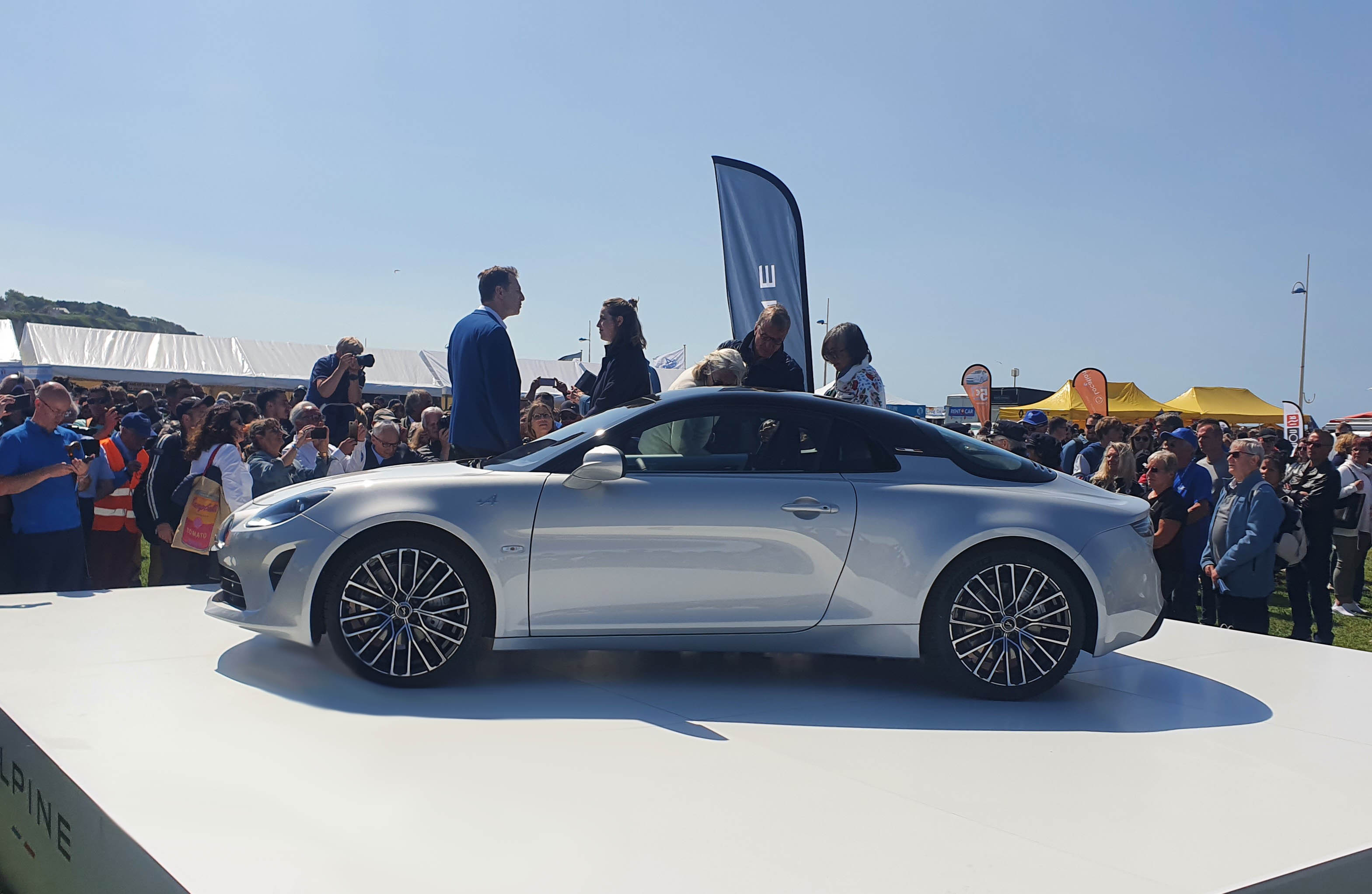
A110 ジャン・レデレ
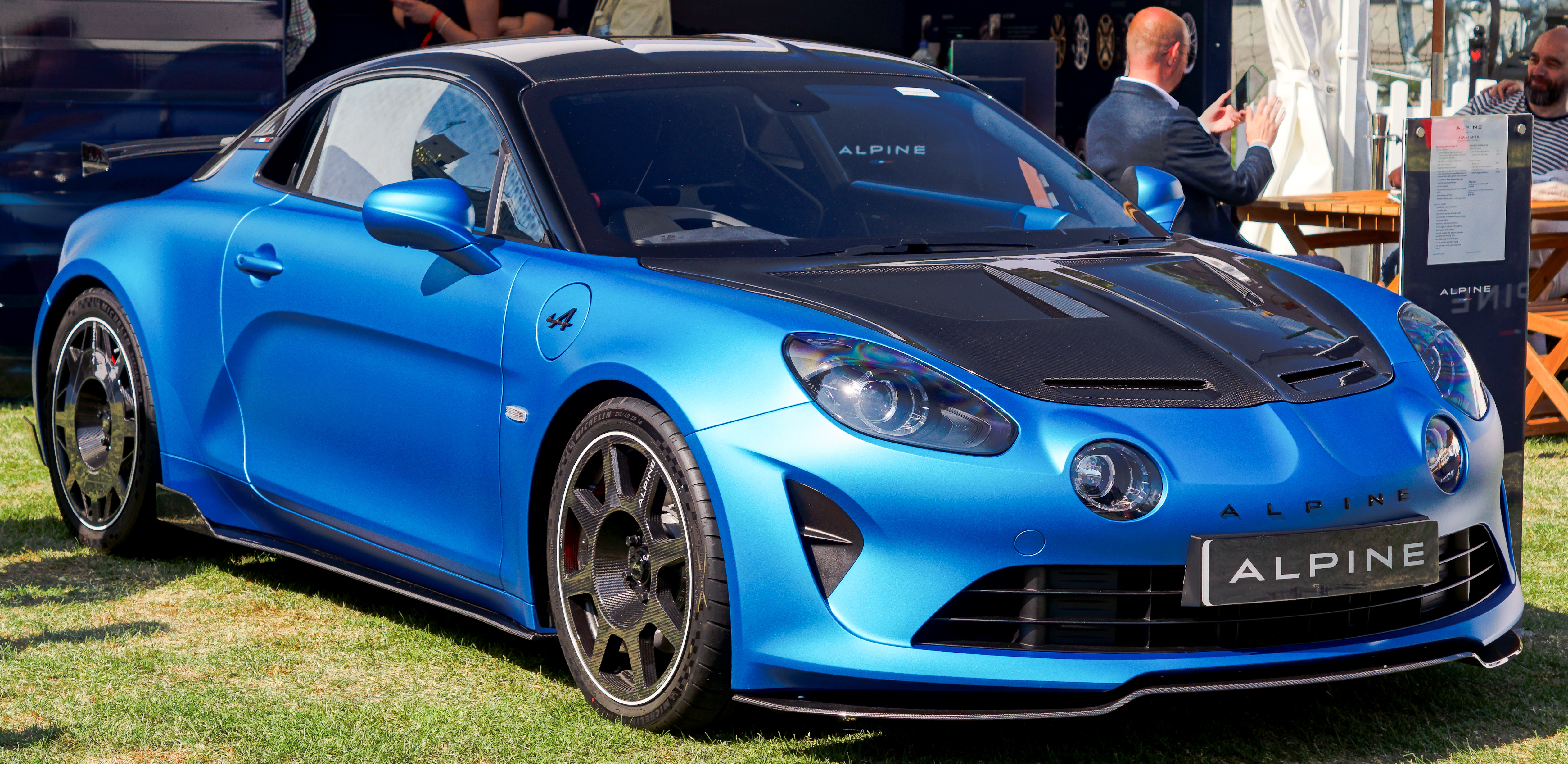
A110 R
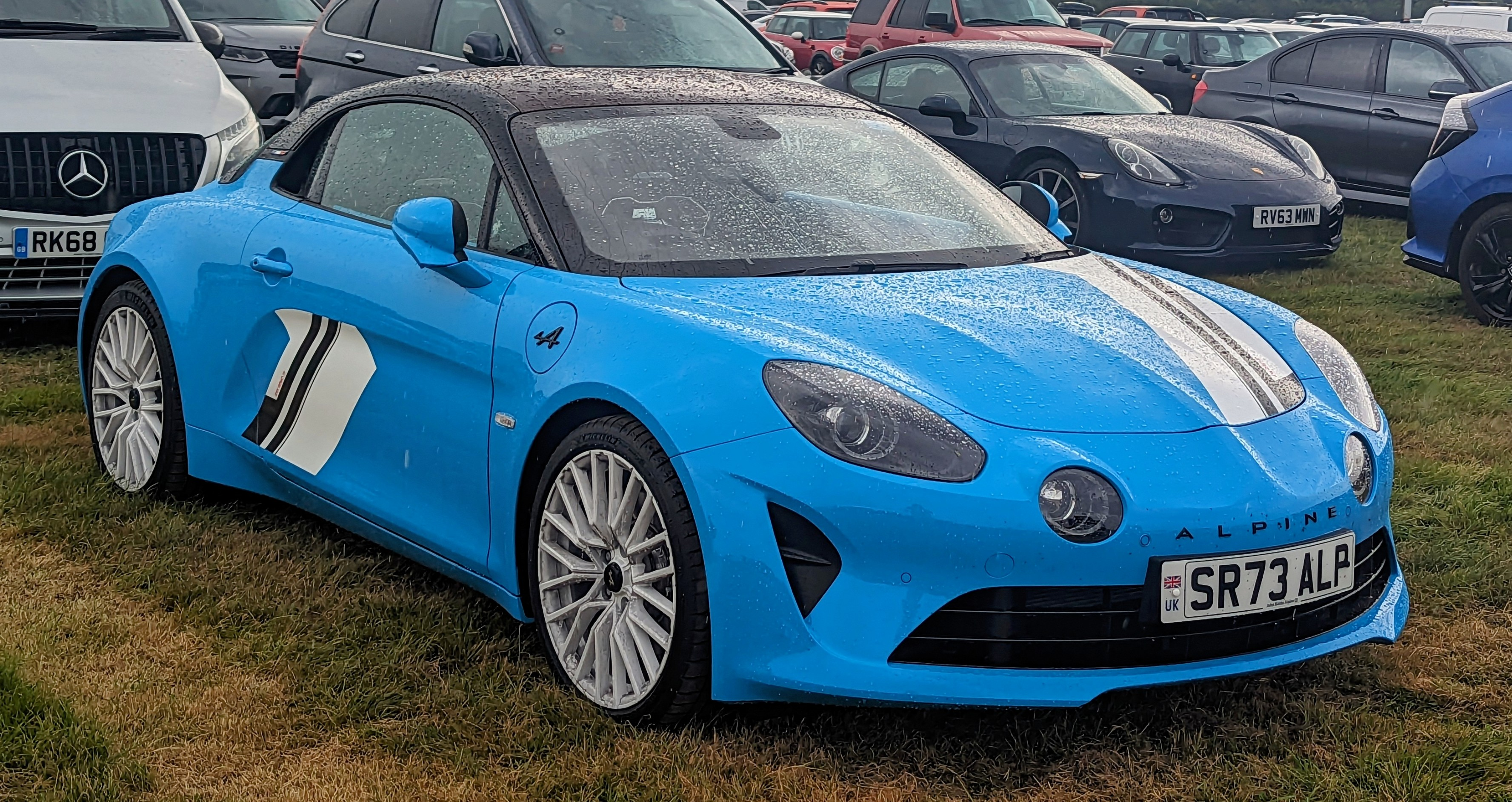
A110 サンレモ73

## 年表
- 2016年2月16日
  - ルノーがアルピーヌブランドのコンセプトモデル「アルピーヌ・ビジョン」を公開[2]。
- 2017年3月7日
  - 第87回ジュネーブ国際モーターショーにて新型「アルピーヌA110」を公開。市場導入は欧州で2017年の後半、右ハンドルとなるイギリスと日本については2018年の予定と報じられた[3]。
- 2018年3月1日
  - アルピーヌ・ジャポンが、「アルピーヌA110」の商品および販売に関する情報を、同年6月を目途に案内すると発表[4]。
- 2018年6月22日
  - カタログモデルの導入に先行して「プルミエールエディション」の販売を発表し、同日注文受付開始。50台限定で、購入希望者多数の場合は抽選販売となる。価格は790万円で左ハンドル仕様のみの設定[5]。
- 2018年9月21日
  - カタログモデルの詳細を発表し、同日から同年10月24日までの期間限定で予約受付開始（販売開始は11月下旬）。グレードは「ピュア」「リネージ」の2種類で、「ピュア」は1脚13.1 kgのサベルト製モノコックバケットシートや鍛造18インチアロイホイールなどを備えたスポーティなモデル。「リネージ」は高さ調整とリクライニング機能を持つサベルト製ブラウンレザースポーツシートや、初代A110を彷彿とさせる18インチアロイホイール、フォーカル製軽量サブウーファーなどが装備され、洗練されたデザインや快適性も併せ持つモデルとされている。価格は790 - 841万円。ハンドル位置は右側が基本だが、「ピュア」ではボディカラーが「ブルー アルピーヌ メタリック」の場合、リネージでは「グリ トネール メタリック」の場合のみ、左ハンドルが選択可能[6]。
- 2019年6月6日
  - 特別仕様車「ノワール」ならびに「ブルーアビス」を発表。「ノワール」は同日に予約受付を開始し、購入希望者多数の場合は抽選販売となる。「ノワール」の具体的な内容としては、「ノワール プロフォン メタリック」の専用ボディカラーとブラックレザーのサベルト製スポーツシートが与えられる。スペックはカタログモデルの「リネージ」と共通。価格は829万円[7]。
- 2019年9月5日
  - 特別仕様車「ブルーアビス」の注文受付を開始。30台限定で、購入申し込みの先着順で販売される。具体的な内容としては、「ブルーアビス メタリック」の専用ボディカラーと黒をあしらった18インチアロイホイール「SERAC」が組み合わされる。スペックはカタログモデルの「リネージ」と共通。価格は829万円[8]。
- 2019年9月24日
  - 同年10月23日に開幕する第46回東京モーターショーに新モデル「A110S」を出展すると発表。予定価格は899万円で、モーターショー会場で先行予約注文の受付を実施[9]。
- 2019年11月21日
  - 高性能モデル「A110S」の日本正式導入を発表し、同日から2020年2月9日までの期間限定で予約注文受付を開始。エンジンの最高出力をノーマル比から40 PS増となる292 PSまで向上させ、スプリングレートを約50 ％高めたサスペンションを採用するなどして走行性能を強化している。カーボンルーフや、標準車ではオプション設定のブレンボ製ブレーキキャリパーも装備される。ボディカラーは「ブルー アルピーヌ メタリック」「ブラン イリゼ メタリック」「グリ トネール マット」の全3色展開で、「グリ トネール マット」のみ40万円の有償かつ受注生産となる。価格は899万円で予定価格から変更なし[10]。
- 2020年6月5日
  - 特別仕様車「リネージGT」の申込受付を、同日11時からアルピーヌ・ジャポンのオフィシャルウェブサイトおよびアルピーヌ・ジャポンの正規販売店で開始。世界限定400台のうち日本市場に30台が割り当てられたもので、受注生産のためボディカラーごとの台数制限はなく、受注総数が30台に達し次第販売終了となる。カタログモデルの「リネージ」をベースに内外装に特別なカラーリングを採用したモデルで、ボディカラーに新色として「アルジャン メルキュール メタリック」を設定。内装はスポーツシートとドアパネルをアンバーブラウンの上質なレザーで覆い、銅色のアウトラインがあしらわれたブリリアントカーボンインサートに加えて、イルミネーションキッキングプレートやシリアルナンバープレートも備わる。その他、専用のペールゴールドのエンブレムと18インチアロイホイール、クリアタイプのリアLEDランプも装備される。価格は889万円[11]。
- 2020年6月5日
  - 特別仕様車「A110 カラーエディション2020」の導入を発表し、同日から2021年3月31日までの期間限定で予約注文受付を開始。台数制限は設けられていない。アルピーヌが特別なA110を毎年リリースするプログラム「アルピーヌA110カラーエディション」に沿って発表されたモデルで、2020年モデルは「A110S」をベースに、1960年代から1970年代にかけて人気を博した「ジョン トゥルヌソル」（ヒマワリの黄色）をボディカラーとして採用した。エクステリアにはブラックエンブレムおよびモノグラムやカーボンルーフ、ブラック18インチアルミホイールなどを採用。インテリアはチタンブラックの内装とドアパネルのイエロー、イエローおよびカーボンのエンブレム、ステアリングホイールのイエローセンターマーカーなどでコントラストを強調している。センターコンソールには「ALPINE」ロゴ入りのリミテッドエディションプレートが装着される。価格は911万円[12]。
- 2021年1月1日
  - 車両本体価格を改定し、全モデルとも1.3 - 1.6 %程度の値上げ。オプション装備および特別塗装の価格は据え置き[13]。
- 2021年6月10日
  - 特別仕様車「リネージGT 2021」の注文受付を、同日から同年7月18日までの期間限定で開始。世界限定台数の300台に達した時点で販売終了となる。カタログモデルの「リネージ」をベースに「A110S」のエンジンを組み合わせ、内外装に特別装備が採用されている。ボディカラーは「マット マーキュリー シルバー」の1色のみ。価格は941万円。ハンドル位置は左右から選択可能[14]。
- 2021年9月30日
  - 「A110S」の特別仕様車「BI TON LIMITEE」（ビトンリミテ）の購入申込を同日11時から開始。24台限定で、購入申込の先着順で販売される。日本市場専用に企画されたモデルで、ボディとルーフがツートンカラーで塗り分けられたエクステリアは、アルピーヌF1チームがヨーロッパで移動に使う「トラックサイドカー」に着想を得たデザインとなっている。その他、GTレース18インチアロイホイール（ブリリアントブラック）、レッドキャリパー、トリコロールエンブレムが採用される。インテリアではドアトリムにトリコロールエンブレムがあしらわれるほか、各ステッチとステアリングセンタートリムにブルーを採用している。価格は906 - 916万円[15]。
- 2022年1月14日
  - マイナーチェンジモデルの日本国内導入を発表し、同年2月10日から注文受付開始。グレード体系を「A110」「A110 GT」「A110 S」の3種類に刷新し、「A110 GT」「A110 S」は最高出力が300 PSに向上したエンジンを搭載する。また、全車ともインフォテインメントシステム「Apple CarPlay」ならびに「Android Auto」に対応した。「A110」はオリジナルアルピーヌの特質を色濃く引き継ぐグレードと位置づけられ、俊敏性と快適性をバランスさせたセッティングとなっている。「A110 GT」はグランドツーリングを楽しむためのグレードと位置づけられており、内装にはレザーシートに加えてカーボンやアルミのパーツを採用するとともに、フォーカル製軽量4スピーカーと軽量サブウーファーのサウンドシステムも装備する。「A110 S」はクローズドコース志向の「シャシースポール」を採用したモデルで、サスペンションを強化するとともに最低地上高も低められ、車両重心の最適化を図っている。価格は811 - 897万円[16]。
  - 同時に特別仕様車「A110 Sアセンション」の日本国内導入を発表し、同年2月10日から注文受付開始。30台限定。「A110 S」をベースに、カーボン製のフロントスプリッターおよびリアスポイラーなどから構成されるエアロキットを装着し、最大ダウンフォース量をフロントで60 kg、リアで81 kg増加させたほか、空気抵抗低減効果によって最高速は260 km/hから275 km/hに向上した。タイヤはフロントが215/40R18、リアが245/40R18で、セミスリックタイプの「ミシュラン パイロットスポーツ カップ2」が組み合わせられる。インテリアはアルミ、カーボン、マイクロファイバーでコーディネートされ、オレンジのステッチやシートベルトが採用されている。価格は1,059万円[17]。
- 2022年7月14日
  - 特別仕様車「ジャン・レデレ」の注文受付を、同日から同月24日までの期間限定で開始。日本国内10台限定で、購入希望者多数の場合は抽選販売となる。アルピーヌの創業者であるジャン・レデレの生誕100年を記念した限定車であり、レデレの好みだったというブラックルーフと「グリモンテベロ」を組み合わせたボディカラーに、「グランプリ」ホイールとシルバーキャリパーを採用している。内装にはグレーステッチ入りのサベルト製バケットシートを採用。グレーステッチはダッシュボードとセンターコンソール、ステアリング・ホイールにも施されるほか、ステアリングにはグレーのセンターラインがあしらわれる。価格は1,064万円。ハンドル位置は左右から選択可能[18]。
- 2022年11月1日
  - 車両本体価格を改定し、全モデルとも4.2 - 4.7 %程度の値上げ。アルピーヌ推奨オプションを組み合わせた「エッセンシャルパッケージ」の価格も変更となる[19]。
- 2022年12月1日
  - 高性能モデル「A110 R(ラディカル)」の注文受付を、同日11時から同月11日23時59分までの期間限定で開始。カタログモデルとして取り扱われるが、生産台数が限られる都合で、日本導入台数に応じて期間限定で購入申込を受け付ける。F1をはじめとするモータースポーツで得たノウハウを最大限に取り入れ、走行性能をさらに高めたモデルであり、スワンネックタイプのリアスポイラーマウントやサイドスカート、エアインテーク付きカーボンボンネットの採用などによって空力性能を追求し、最高速はシリーズ最速となる285 km/hに向上した。「A110 S」から車高を10 mm落としてロール剛性を高めたシャシーには、車高と減衰力が調整可能なダンパーを装備。車高をさらに10 mm低められるほか、負荷の大きい前輪用のブレーキクーリングダクトも搭載している。カーボンはボンネットのほか、ルーフやリアフード、ホイールにも採用し、6点式固定レーシングハーネス付きのサベルト製フルカーボンモノコックバケットシートも装備している。車重は1,090 kg。「A110 R」には受注生産プログラムが適用され、全27色のボディカラーと全5色のブレーキキャリパーを自由に組み合わせることが可能となっている。価格は1,500万円。ハンドル位置は左右から選択可能[20]。
  - 同時に「A110 R」の限定仕様車「A110 Rフェルナンド・アロンソ」の注文受付を、同日から同月11日までの期間限定で開始。アロンソの優勝回数にちなんで世界限定32台が生産され、日本市場へは1台のみの割り当てとなり、購入希望者多数の場合は抽選販売となる。2021年と2022年にアルピーヌF1チームのドライバーを務めたフェルナンド・アロンソの名を冠したモデルで、エクステリアではツートンカラーのボンネットとリアフードに加え、アロンソをイメージしたイエロー・オレンジ・ブルーの専用エンブレム、オレンジのブレーキキャリパー等が専用装備として与えられ、ボンネットとリアバンパー、バケットシートにはアロンソのサインが入る。価格は2,400万円。ハンドル位置は左右から選択可能[21]。
- 2023年3月20日
  - 車両本体価格を改定し、全モデルとも3.6 - 3.9 %程度の値上げ。アルピーヌ推奨オプションを組み合わせた「エッセンシャルパッケージ」ならびに受注生産プログラムのオプション価格も変更となる[22]。
- 2023年4月13日
  - 高性能モデル「A110 R」の注文受付を、同日から同年5月17日までの期間限定で開始。価格は1,550万円で、2022年12月に実施された初回販売から50万円の値上げとなった[23]。
- 2023年5月18日
  - 特別仕様車「サンレモ73」の注文受付を、同日から同月28日までの期間限定で開始。12台限定で、購入希望者多数の場合は抽選販売となる。1973年に初開催された世界ラリー選手権（WRC）サンレモ・ラリーで初代A110が優勝し、アルピーヌが同年のマニュファクチャラーズチャンピオンを獲得してから50周年となることを記念して設定された限定モデル。専用ボディカラー「ブルーキャディ×ノワールプロフォンメタリック」にレッドコーティングされた専用カーボンルーフ、専用デカール、ブリリアントホワイトの18インチアロイホイールを組み合わせるなど、サンレモ・ラリーを制したA110をイメージしたドレスアップが施されている。内装では専用ロゴ入りのサベルト製軽量モノコックバケットシートやシリアルナンバー付き限定車専用プレートなどを装着。エンジンは最高出力300 PS仕様のユニットが搭載されている。価格は1,200万円。ハンドル位置は左右から選択可能[24]。
- 2023年6月7日
  - A110 Rの限定車「A110 R ル・マン」をフランス本国で発表。ル・マン24時間レース100周年を記念したモデル。100台限定での販売となり、価格は14万ユーロ（約2,100万円）。ル・マンのシンボルカラーへのオマージュとして、ホワイトとブルーの専用カラーリングを採用した。「ブルーe」の細いダブルラインがカーボンエレメントを覆っており、バケットシートやカーボン製リアウィンドウのシャークフィンなども特徴。アルピーヌが特許を取得するRoadとTrackの2段階車高調整機構を装備する。エンジンは1.8L 直列4気筒ガソリンターボエンジンを搭載し、最高出力300PS、最大トルク34.7kgmを発揮する。車両重量は1,082kgで、0-100km/hは3.9秒、最高速度285km/hを発揮する[25]。